# Didymocantha brevicornis
Didymocantha brevicornis là một loài bọ cánh cứng trong họ Cerambycidae.